# Agathis australis
Agathis australis, по-известно с маорското си име Каури е голосеменно дърво от семейство араукариеви (Araucariaceae), разпространено на север от 38-ия южен паралел в северните райони на Нова Зеландия.

## Описание
Това е дървото с най-голям обем на Нова Зеландия (но не и най-високото). То достига височина около 50 метра. Дървото има гладка кора и клони с дребни и тесни листа.
Младото растение започва да расте с тясна конусовидна форма, но когато достигне определена височина по-ниските му клони опадват, предотвратявайки залавянето на увивни растения по него. Когато дървото достигне зряла възраст високите му клони оформят забележителна корона, която го извисява над останалите дървета в гората.
Лющещата се кора на дървото го защитава от паразитни растения и се натрупва на купчини около основата на стъблото, достигащи до 2 метра на височина, а понякога и повече. Каури има тенденцията да формира участъци с малки групи дървета разпръснати сред смесените гори.
Листата на каури са около 3 – 7 см дълги и до 1 см широки, жилави и с кожеста структура, без централна жилка, разположени в срещулежащи двойки или спираловидно по стъблото. Шишарките са кълбовидни, около 5 – 7 см в диаметър и съзряват за 18 – 20 месеца след опрашването. Те се разпадат при узряване и освобождават семената, които са с крилатки за разпространение с вятъра. На едно дърво се образуват както мъжки, така и женски семенни шишарки. Оплождането става чрез опрашване с полени от друго или от същото дърво.

## Структура на корените и взаимодействие с почвата
Един от главните аспекти на уникалната екологична ниша на каури е тяхната връзка с почвата под тях. Подобно на подокарпови, те се хранят близо до повърхността в органичния слой с помощта на фини коренови власинки. Този почвен слой е съставен от органичната материя от падащите листа, а също и клоните на загиналите растения, които постоянно са в процес на разграждане. От друга страна широколистните видове като махое извличат хранителните си вещества предимно от по-дълбоките минерални слоеве почвата. Макар че кореновата му система е твърде плитка, дървото разполага с няколко дълбоки вертикални корена, които фиксират здраво дървото към почвата и му осигуряват оцеляването при буря.
Органичния почвен слой, оставен от каури много по-киселинен от този на повечето дървета и съответно при разлагането му се освобождават повече киселинни молекули. Те на свой ред водени от дъждовната вода в процеса, известен като промиване извличат от глинестите пластове отдолу повече охранителни вещества, например азот и фосфор. Така тези вещества стават достъпни за останалите дървета, тъй като се промиват в най-дълбоките слоеве. В този процес на образуване на кисели горски почви, наречен подзолизация се променя и техния цвят в тъмносив. Около всяко дърво се образува област, наречена „купа на подзолизация“ и този процес на промиване е особено важен за оцеляването на дървото в конкуренцията с другите дървета за жизнено пространство.